# Morys Bruce, 4. Baron Aberdare

Wappen des Baron Aberdare

Morys George Lyndhurst Bruce, 4. Baron Aberdare, KBE, PC, DL (* 16. Juni 1919 in London; † 23. Januar 2005 ebenda) war ein britischer Politiker der Conservative Party und von 1957 bis zu seinem Tod Mitglied des House of Lords, seit 1999 als einer der 92 gewählten erblichen Peers.

## Herkunft und Ausbildung
Er war der älteste Sohn von Clarence Bruce, 3. Baron Aberdare und Margaret Bethune Black. Bruce erbte den Titel seines Vaters nach dessen Tod im Jahr 1957. Er besuchte das Winchester College und das New College in Oxford, wo er Politik, Philosophie und Ökonomie studierte.

## Karriere
Im Jahr 1939 wurde Bruce in die britische Armee eingezogen und diente mit dem Rang eines Lieutenant bei den Welsh Guards. Schließlich erreichte er den Dienstgrad eines Captain, nachdem er in unterschiedlichen Positionen mit dem XII Corps, der 21st Army Group und dem XXX Corps während und nach dem Zweiten Weltkrieg gedient hatte.
Bruce arbeitete ab 1947 für zwei Jahre bei der Firma J. Arthur Rank, bevor er eine Stelle in der British Broadcasting Corporation annahm, wo er von 1949 bis 1956 arbeitete. 1970 wurde er Minister of State für das Department of Health and Social Security (ehem. Ministerium für Gesundheit und Soziale Vorsorge). 1974 wurde er Mitglied des Privy Council und Staatsminister. Zwischen 1976 und 1992 diente er als Chairman of Committees des House of Lords und war Deputy Speaker of the House of Lords. 1984 erhielt er den Rang eines Knight Commander (KBE) im Order of the British Empire (britischer Ritterorden) und diente in verschiedenen Funktionen innerhalb des Order of St John of Jerusalem. Nachdem durch den House of Lords Act 1999 bestimmt wurde, dass erbliche Adlige nicht mehr automatisch im House of Lords über einen Sitz verfügen, wurde Bruce einer der 92 gewählten Erbadligen, die im Oberhaus verbleiben durften.

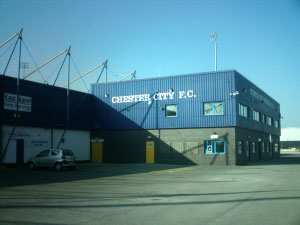
Deva Stadium – Chester City Football Club

Am 24. August 1992 eröffnete Lord Aberdare offiziell das neue Fußballstadion des Chester City Football Club, das sogenannte Deva Stadium.
Bruce war lebenslang ein Enthusiast von Real Tennis und gewann die britische Amateur-Singles-Championship viermal in der Zeit von 1953 bis 1957, und die britische Amateur-Doubles-Championship viermal in der Zeit von 1954 bis 1961. Er war Präsident der Tennis and Rackets Association von 1972 bis 2004. Während seiner Amtszeit gab es eine signifikante Expansion in Real Tennis und Rackets und eine größere Anzahl von Courts wurde gebaut und bereits geschlossene wieder eröffnet. Sein Buch, The JT Faber Book of Tennis and Rackets (London: Quiller Press, 2001. ISBN 1-899163-62-X), ist das ausführlichste moderne Nachschlagwerk für diese Sportarten.

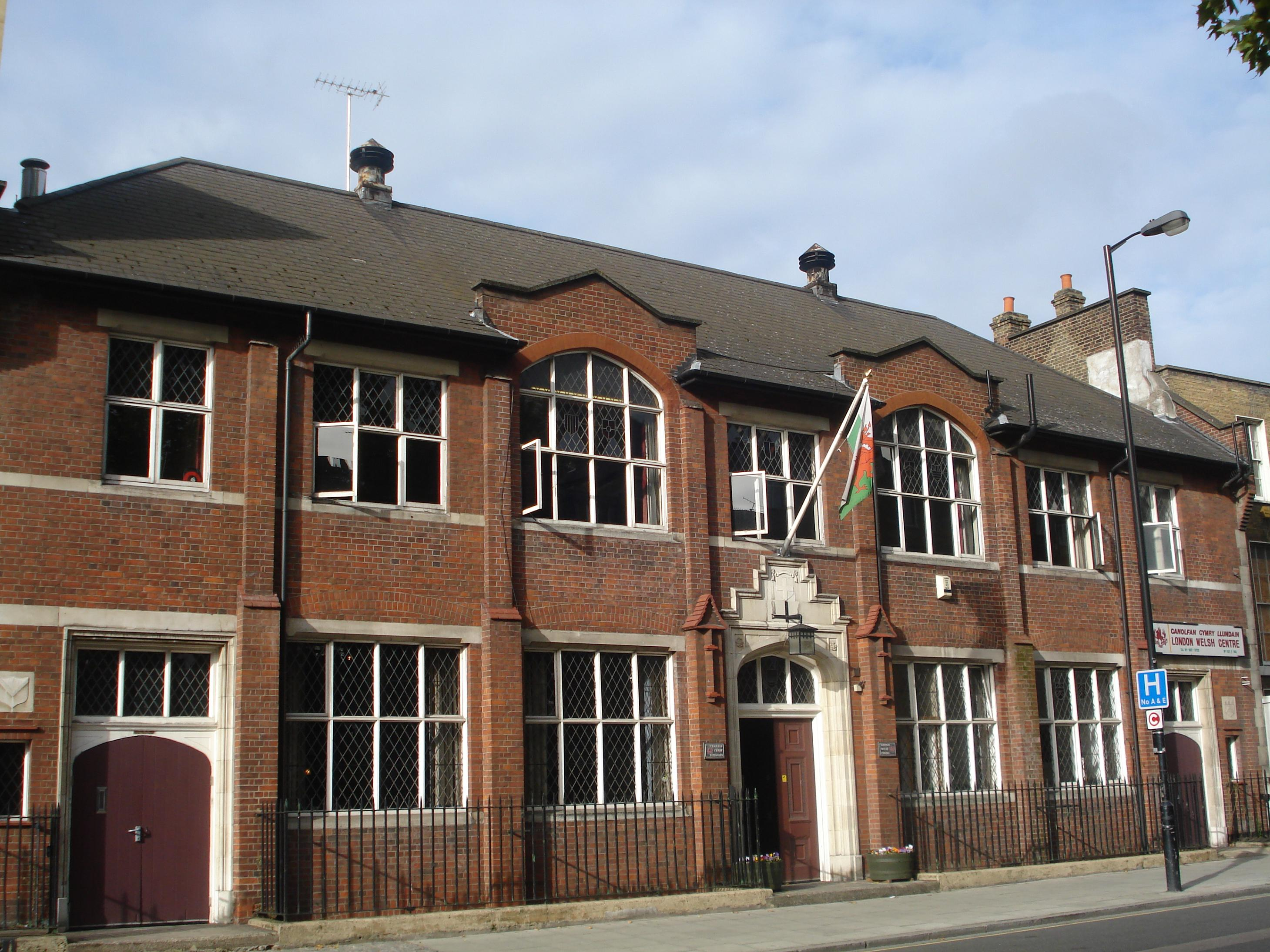
The London Welsh Centre in London, Gray's Inn Road

Lord Aberdare war von 1959 bis 1962 und von 1969 bis 1970 Präsident des London Welsh Trust, dem Betreiber des London Welsh Centre.

## Familie
1946 heiratete er Maud Helen Sarah Dashwood, eine Tochter von Sir John Dashwood, 10. Baronet, und Helen Moira Eaton. Das Ehepaar hatte vier Kinder:
- Alastair Bruce, 5. Baron Aberdare (* 2. Mai 1947)
- Hon. James Henry Morys Bruce (* 28. Dezember 1948)
- Hon. Henry Adam Francis Bruce (* 5. Februar 1962)
- Hon. Charles Benjamin Bruce (* 29. Mai 1965)